# Eleição parlamentar na Nigéria em 1964
As eleições parlamentares nigerianas de 1964 foram realizadas em 30 de dezembro na maior parte do país, exceto no distrito de Lagos e em alguns distritos das regiões Oeste e Centro-Oeste, que decidiram adiar a realização de seus pleitos para 18 de março de 1965 em boicote às acusações de manipulação eleitoral e violência contra opositores.
Pela terceira vez consecutiva, o NPC sagrou-se vencedor das eleições após obter 37,63% dos votos válidos e expandir sua bancada parlamentar para 162 deputados, alcançando-se pela primeira vez o limiar da maioria absoluta e permitindo ao então primeiro-ministro Abubakar Balewa, reeleito no cargo, governar sozinho sem a necessidade de formar coalizões de governo com partidos minoritários da Assembleia Nacional da Nigéria.